# Sean Paul
Sean Paul (Kingston, 1973. január 9. –) jamaicai zenész, előadó, DJ.

## Élete
Sean Paul Ryan Francis Henriques néven született. St. Andrew-ban nevelkedett, középosztálybeli családban. 13 éves korától édesanyja egyedül nevelte, mert édesapja börtönbe került, hat évet töltött rács mögött. 
Szüleit az úszósport hozta össze; mindketten jelentős eredményeket értek el e sportágban, így nem meglepő, hogy Sean – szülei nyomdokába lépve -  fiatalabb korában számos nemzetközi úszó- és vízilabda viadalon képviselte országát. Hazája vízilabda-válogatottjának is tagja volt.

## Énekesként
Zenei karrierje 1996-ban indult, amikor is több kislemezt is kiadott. 1996-ban megjelentette a „Baby Girl”-t, ami első volt azok közül a reggae slágerek közül, melyek feldobták a jamaicai zenei életet. Sean hamarosan biztos helyet tudhatott magáénak a sziget dancehall előadói között. Hamarosan az egyik leghíresebb lett azok közül a DJ-k közül, akik a kilencvenes évek közepén megkíséreltek új színt vinni a jamaicai zenébe. Az igazi dancehall rajongókat elkápráztatta Sean dalszerzői képessége, és hamarosan a lányok legfőbb kedvencévé lépett elő.  Az ismertséget a 2002-ben megjelenő Dutty Rock hozta neki, amelyből, csak az USA-ban kétmillió példány kelt el. Ezután már egyenes úton volt a hírnév felé. Duettezett már Keyshia Cole-lal, Beyoncéval, Rihannával, Sashával és még sok más előadóművésszel.
2007-ben egy kampányt indított, amely a drogok és az erőszak ellen szól. Egész évét erre a kampányra fordította. 2009-ben egy, az MTV-nek adott interjújában egy sokkal komolyabb, elgondolkodtatóbb, érzelmesebb lemezt ígért a rajongóknak. Új stúdiólemezének címe: Imperial Blaze (2009)

## Kislemezei
Stage One (2000)
- Deport Them
- Haffi Get De Gal Ya (Hot Gal Today)

Dutty Rock (2002)
- Gimme The Light
- Get Busy
- Like Glue
- I'm Still in Love with You feat. Sasha

The Trinity (2005)
- We Be Burnin'
- Ever Blazin'
- Temperature
- Never Gonna Be the Same
- (When You Gonna) Give It Up te Me feat. Keyshia Cole

A New Age (2007)
- Watch Di Gal Dem Roll

Imperial Blaze (2009)
- So Fine
- Press It Up
- Hold My Hand feat. Keri Hilson

Tomahawk Technique (2012)
- Got 2 Luv U feat. Alexis Jordan
- She Doesn't Mind
- Hold On
- How Deep Is Your Love feat. Kelly Rowland
- Touch The Sky feat. DJ Ammo

Más kislemezek
- Breath feat. Blu Cantrell (Bittersweet (2003))
- Baby Boy feat. Beyoncé (Dangerously in Love (2003))
- Cry Baby Cry feat. Santana & Joss Stone(All That I Am (2006))
- Break It Off feat. Rihanna (A Girl Like Me (2006))
- Give It To You feat. Eve (Here I Am (2008))
- Watch Dem Roll
- If i can't feat Snoop Dogg (Felli Fel(2009))
- Do You Remember feat. Jay Sean (All Or Nothing (2009))

## Külső hivatkozások
- Sean Paul kampányt indít az erőszak ellen music.hu